# Matthias Koßmehl
Matthias Koßmehl (* 22. Juli 1987 in München) ist ein deutscher Regisseur.

## Leben
Koßmehl wuchs im Chiemgau auf. Sein Vater war Szenenbildner. Von 2008 bis 2012 studierte er Design und Künste an der Freien Universität Bozen in Italien. von 2014 bis 2016 studierte er szenische Regie an der Hamburg Media School und schloss mit dem Master ab.

## Filmographie (Auswahl)
- 2011: Welcome to Bavaria (Kurzfilm)
- 2015: Wert der Arbeit (Kurzfilm)
- 2015: Café Waldluft (Kinodokumentarfilm)
- 2016: Different Bayern (Kurzfilm)
- 2020: Neues aus Büttenwarder (Serie, 3 Folgen)
- 2021–2023: WaPo Duisburg (Serie, 8 Folgen)
- 2024: Wo wir sind, ist oben (Serie Sky/ARD, 4 Folgen)
- 2025: Nighties (Serie ZDF-Neo, 4 Folgen)